# أولاد بوعيظة (رأس أومليل)
أولاد بوعيظة هي إحدى مشيخات المملكة المغربية، تتبع جغرافيا لإقليم كلميم وإداريًا لرأس أومليل. يقدر عدد سكانها بـ 331 نسمة حسب الإحصاء الرسمي للسكان والسكنى لسنة 2004.